# Yuri Labra
Yuri Hedley Labra Phuturi (né le 6 août 1998 dans le distrito de Checca, Cuzco) est un athlète péruvien, spécialiste du demi-fond et du steeple.
Après une médaille de bronze lors des Championnats d'Amérique du Sud espoirs 2016, il remporte la médaille d'or lors des Jeux sud-américains de 2018.

## Palmarès
| Date | Compétition                    | Lieu       | Résultat | Discipline      | Marque         |
| ---- | ------------------------------ | ---------- | -------- | --------------- | -------------- |
| 2018 | Jeux sud-américains            | Cochabamba | 1er      | 3 000 m steeple | 9 min 1 s 95   |
| 2021 | Championnats d'Amérique du Sud | Guayaquil  | 3e       | 5 000 m         | 13 min 55 s 84 |

## Records
| Épreuve         | Temps          | Lieu      | Date         |
| --------------- | -------------- | --------- | ------------ |
| 5 000 m         | 13 min 55 s 84 | Guayaquil | 31 mai 2021  |
| 3 000 m steeple | 8 min 41 s 29  | Trujillo  | 25 août 2018 |